# HCM-6A
HCM-6A è una galassia remota scoperta nel 2002 da un team di astronomi guidati da Esther Hu dell'Università delle Hawaii, utilizzando il telescopio Keck nelle Hawaii. È una galassia del tipo Lyman-alpha emitter (LAE) che presentano righe spettrali che indicano l'emissione di radiazione Lyman-alfa legata alla reionizzazione dell'idrogeno e quindi tipica di galassie estremamente remote. HCM-6A è stata localizzata in direzione della costellazione della Balena alle spalle dell'ammasso di galassie Abell 370, vicino a M77, sfruttando l'effetto della lente gravitazionale generato dall'ammasso, ottenendone un'immagine più definita.
HCM-6A al momento della sua scoperta risultava l'oggetto più distante conosciuto. Con un redshift z = 6,56 (12,8 miliardi di anni luce) aveva superato SSA22-HCM1 (z = 5,74) come galassia più distante conosciuta ed il quasar SDSSp J103027.10+052455.0 (z = 6.28) come oggetto più distante noto. Il primato fu battuto nel 2003 con la scoperta di SDF J132418.3+271455 (z = 6.578) che divenne, all'epoca, sia la galassia che l'oggetto più remoto conosciuto.